# Balle Kommune
Balle Kommune var en kommune i Hids Herred, Viborg Amt fra 1926 til 1970.

## Administrativ historik
Kommunen blev etableret ved en deling af Gødvad-Balle Kommune den 1. april 1926. Indbyggerne i Alderslyst i den sydlige del af kommunen følte sig mere knyttet til Silkeborg, og den 1. april 1941 indlemmedes Alderslyst og Lysbro i Silkeborg Købstadskommune.